# Saint Jérôme en pénitence (Titien, Milan)
Saint Jérôme en pénitence est une peinture réalisée en 1552 par le Titien. Elle est conservée à la Pinacothèque de Brera à Milan. 